# 下普羅維察鄉
45°07′N 25°39′E / 45.117°N 25.650°E
下普羅維察鄉（羅馬尼亞語：Comuna Provița de Jos, Prahova），是羅馬尼亞的鄉份，位於該國中南部，由普拉霍瓦縣負責管轄，面積25平方公里，海拔高度米，2007年人口2,454，人口密度每平方公里97人。